# Paramoteur
Le paramoteur est un aéronef de la catégorie des aérodynes. 
Il appartient à la classe 1 des ULM qui en comporte 6. Il est composé d'une voile de parapente, et d'un moteur léger, intégré à une cage de protection, portée sur le dos du pilote. Une hélice offre la poussée nécessaire.
Le décollage se fait à pied ou assis sur un chariot équipé de roues ou de skis. Il existe des paramoteurs à une ou à deux places.

## Technique

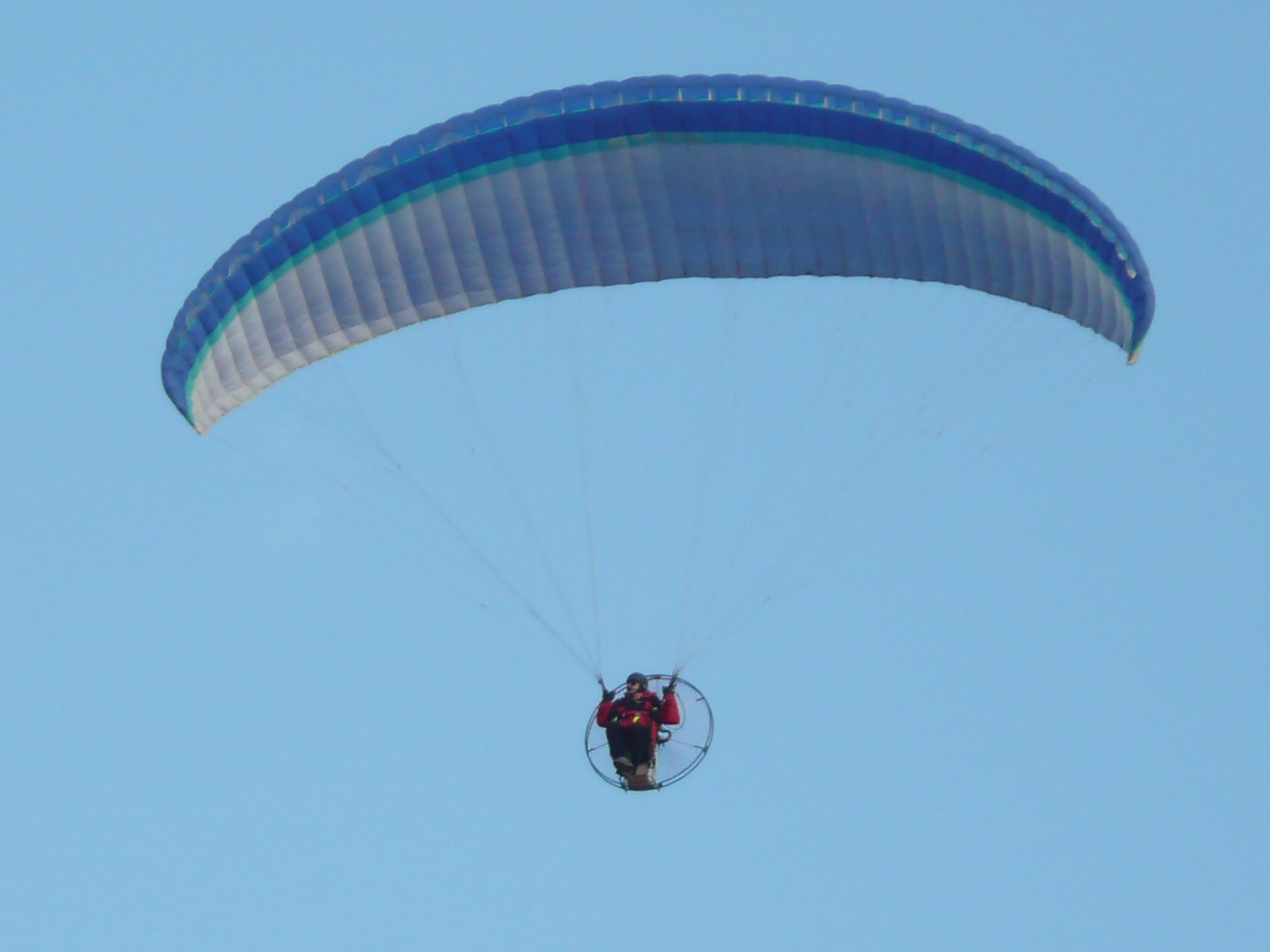
Paramoteur en vol.

L'appareil ne requiert que très peu d'espace pour le décollage et l'atterrissage. En fonction de la vitesse des vents, il aura éventuellement besoin d'un seul pas à quelques mètres pour le décollage. Il n'est pas rare que les atterrissages s'effectuent simplement en posant les pieds au sol. Les atterrissages s'effectuent d'ailleurs généralement moteur coupé.
En plus de permettre le décollage à partir du sol plat, et donc d'éviter d'avoir à décoller d'une montagne, la présence du moteur permet également de bénéficier d'une puissance de poussée "sur demande" qui n'est pas disponible en parapente.
L'appareil est facile à manier, et il peut effectuer un virage de faible rayon. Sa vitesse de déplacement par rapport au sol est d'environ 40 km/h, à laquelle on ajoute ou on soustrait la vitesse du vent.

### Commandes
Les commandes (aussi appelées freins) sont les poignées qui permettent de diriger le paramoteur et de gérer sa vitesse par le contrôle de son incidence. Il y en a deux, une à gauche et une à droite, chacune reliée à une drisse, elle-même reliée à quelques suspentes cousues sur sa partie du bord de fuite. Tirer sur les commandes abaisse le bord de fuite, ce qui augmente l'incidence et la portance, ce qui provoque une diminution de vitesse par effet de trainée. Enfoncer les commandes signifie aller jusqu'au décrochage de la voile.
Sur le paramoteur, la commande de gaz est une poignée qui permet d'agir sur la poussée du moteur. Elle est munie d'une gâchette et d'un interrupteur poussoir de coupure moteur.

### Sécurité
Plusieurs facteurs font du paramoteur un aéronef parmi les plus sûrs.
- La position du pilote accroché sous la voilure procure une bonne stabilité à l'ensemble. Si un pilote lâche toutes les commandes, l'appareil se redressera automatiquement pour reprendre sa position naturelle.
- En vol, un arrêt volontaire ou non du moteur a pour effet de transformer le paramoteur en parapente alourdi par le moteur. Si le pilote a pris soin d'évoluer à portée d'une zone d'atterrissage sécurisée, les pannes entraînent alors rarement de conséquences fâcheuses.
- Sa faible vitesse, environ 40 km par h, permet à son pilote d'éviter plus facilement des zones à risque.
- En France la règlementation oblige les pratiquants à n'utiliser le paramoteur que sur des terrains déclarés. En règle générale, ces terrains sont situés dans des zones faiblement accidentées[2] et le plus souvent sans lignes à haute tension.

Néanmoins, en cas de fermeture asymétrique de l'aile, la contre-réaction à la sellette est beaucoup moins efficace qu’en parapente. À cause de sa sellette reliée au moteur, le paramoteur à moteur thermique se manie moins bien qu’un parapente, de ce fait, il n’est pas conçu pour voler dans les thermiques.
Des paramoteurs électriques alimentés par des batteries sont eux prévus pour voler en libre, la batterie est alors séparée du moteur pour se porter en ventral et équilibrer ainsi la machine. Leur hélice s'arrête dès que l'on arrête la poussée et le pilote peut alors exploiter les conditions aérologiques comme un parapente.
Des différentes disciplines de vol motorisé, le paramoteur est parmi l'une de celles qui connaissent le moins d'accidents graves[réf. nécessaire].

## Réglementation

### En France
En France, pour pouvoir pratiquer légalement le paramoteur, il convient de passer un brevet théorique, puis pratique. Ce brevet est délivré par la DGAC (Direction générale de l'Aviation civile).
Une fois le certificat théorique tronc commun ULM acquis auprès de la DGAC, l'instructeur paramoteur est seul habilité à fournir les attestations nécessaires à la DGAC pour l'obtention du brevet de pilote ULM classe 1 paramoteur.
L'instructeur, par ces attestations, certifie que l'élève est apte à la pratique du paramoteur, tant en termes de pilotage que de sécurité.
Les paramoteurs sont considérés, en France, comme des ULM, les monoplaces pouvant être, dans certaines conditions, placés dans la sous-catégorie des PULMA.
Contrairement au parapente, le brevet de pilote est obligatoire. Il est délivré, pour la partie théorique, par le district aéronautique et pour la partie pratique, par un instructeur qualifié et enregistré auprès du district aéronautique.
L'examen de la Direction Générale de l'Aviation Civile consiste en un questionnaire de 60 questions, portant sur l'aérologie, les facteurs physiologiques, le matériel, la navigation et la réglementation (questions communes au Brevet Base Pilote privé avion). 45 bonnes réponses sont exigées.
Pour devenir un pilote autonome, choisissez une école sérieuse — affiliée ou non à la Fédération française d'ULM (FFPLUM) —, animée par des professionnels.
Après avoir acheté votre matériel, il faudra l'identifier auprès du district aéronautique. En France la voile de paramoteur doit être immatriculée dans la partie intrados de la voile.
Comme pour le parapente, il faut l'autorisation du propriétaire du terrain de décollage, ainsi que celle du propriétaire du terrain d'atterrissage prévu. Il faut également déclarer par simple lettre au maire de la commune que l'on va utiliser un terrain de sa commune pour atterrir/décoller.
Suivant leur expérience, certains pilotes se font plaisir en rasant le sol en rase-motte (pratique qu'on appelle dans le jargon le « Radada » et qui est interdit par la réglementation française en dehors du décollage et de l'atterrissage), d'autres se servent de leur motorisation auxiliaire pour grimper de quelques centaines de mètres puis voler sans moteur comme en parapente.

### En Belgique
La FBPM (Fédération Belge de Paramoteur) a été fondée en 1995. La pratique du paramoteur est régie par l’Arrêté Royal du 10 juin 2014 : Un paramoteur (plus précisément sa voile) doit être immatriculé et afficher son numéro. Le pilote doit posséder une autorisation obtenue après un examen théorique et pratique.

### Au Canada
Au Canada, le paramoteur est considéré comme un parachute motorisé. Il est classé dans la catégorie des avions ultra-légers.
Son pilote doit détenir un certificat médical et - au minimum - un permis de pilote d'avion ultra-léger (paragraphe 401.03(1) du Règlement de l'aviation canadien) qui peut être restreint au parachute motorisé.
Au même titre que tous les avions, le paramoteur se doit de détenir une immatriculation en règle.